# Мацев
Мацев (пол. Macew) — село в Польщі, у гміні Голухув Плешевського повіту Великопольського воєводства.
Населення — 240 осіб (2011).
У 1975-1998 роках село належало до Каліського воєводства.

## Демографія
Демографічна структура станом на 31 березня 2011 року:
|          | Загалом | Допрацездатний вік | Працездатний вік | Постпрацездатний вік |
| -------- | ------- | ------------------ | ---------------- | -------------------- |
| Чоловіки | 124     | 29                 | 79               | 16                   |
| Жінки    | 116     | 20                 | 71               | 25                   |
| Разом    | 240     | 49                 | 150              | 41                   |